# Okręg wyborczy Edinburgh
Okręg wyborczy Edinburgh powstał w 1708 i wysyłał do brytyjskiej Izby Gmin jednego deputowanego. W 1832 r. liczbę mandatów przypadających na okręg zwiększono do dwóch. Okręg obejmował miasto Edynburg. Został zlikwidowany w 1885.

## Deputowani do brytyjskiej Izby Gmin z okręgu Edinburgh

### Deputowani w latach 1708–1832
- 1708–1709: Samuel MacClellan
- 1709–1713: Patrick Johnston
- 1713–1715: James Stewart
- 1715–1721: George Warrender
- 1721–1734: John Campbell
- 1734–1741: Patrick Lindsay
- 1741–1747: Archibald Stewart
- 1747–1754: James Ker
- 1754–1761: William Alexander
- 1761–1762: George Lind
- 1762–1768: James Coutts
- 1768–1780: Lawrence Dundas
- 1780–1781: William Miller
- 1781–1781: Lawrence Dundas
- 1781–1784: James Hunter Blair
- 1784–1790: Adam Fergusson
- 1790–1803: Henry Dundas
- 1803–1805: Charles Hope
- 1805–1806: George Abercromby
- 1806–1812: Patrick Murray
- 1812–1831: William Dundas
- 1831–1832: Robert Dundas

### Deputowani w latach 1832–1885
- 1832–1834: Frances Jeffrey, wigowie
- 1832–1839: James Abercromby, wigowie
- 1834–1841: John Campbell, wigowie
- 1839–1847: Thomas Babington Macaulay, wigowie
- 1841–1852: William Gibson-Craig, wigowie
- 1847–1859: Charles Cowan, radykałowie
- 1852–1856: Thomas Babington Macaulay, wigowie
- 1856–1865: Adam Black
- 1859–1868: James Moncreiff, Partia Liberalna
- 1865–1881: Duncan McLaren, Partia Liberalna
- 1868–1874: John Miller
- 1874–1882: James Cowan
- 1881–1881: John McLaren, Partia Liberalna
- 1881–1885: Thomas Ryburn Buchanan, Partia Liberalna
- 1882–1885: Samuel Danks Waddy, Partia Liberalna